# Liste der Monuments historiques in Saint-Aubin-de-Médoc
Die Liste der Monuments historiques in Saint-Aubin-de-Médoc führt die Monuments historiques in der französischen Gemeinde Saint-Aubin-de-Médoc auf.

## Liste der Bauwerke
| Bezeichnung     | Beschreibung              | Standort | Kennzeichnung | Schutzstatus | Datum | Bild |
| --------------- | ------------------------- | -------- | ------------- | ------------ | ----- | ---- |
| Kirche St-Aubin | Erbaut im 12. Jahrhundert | (Lage)   | PA00083714    | Inscrit      | 2006  |      |

## Liste der Objekte
- Monuments historiques (Objekte) in Saint-Aubin-de-Médoc in der Base Palissy des französischen Kultusministeriums